# Stilpon paludosus
Stilpon paludosus är en tvåvingeart som först beskrevs av Jean Pierre Omer Anne Édouard Perris 1852.  Stilpon paludosus ingår i släktet Stilpon och familjen puckeldansflugor. Inga underarter finns listade i Catalogue of Life.